# HD 141937
HD 141937 ist ein etwa 105 Lichtjahre von der Erde entfernter Hauptreihenstern mit einer scheinbaren Helligkeit von 7,25 mag. Im Jahre 2002 entdeckte Stéphane Udry einen extrasolaren Planeten, der diesen Stern umkreist. Dieser trägt den Namen HD 141937 b.